# 克勞德·朗茲曼
克勞德·朗茲曼（法語：Claude Lanzmann，法語：[lanzman]，1925年11月27日—2018年7月5日），法國導演，著名作品是猶太人大屠殺紀錄片《浩劫》。2018年7月5日，朗茲曼在巴黎自宅安詳逝世，享年92歲。